# Шајосентпетер
Шајосентпетер (мађ. Sajószentpéter) град је у Мађарској у жупанији Боршод-Абауј-Земплен.

## Становништво
По процени из 2017. у граду је живело 11.385 становника.
| 1990.  | 2001.  | 2011.  | 2017.  |
| ------ | ------ | ------ | ------ |
| 13.370 | 13.157 | 12.012 | 11.385 |